# (9546) 1984 SD6
A (9546) 1984 SD6 a Naprendszer kisbolygóövében található aszteroida. Henri Debehogne fedezte fel 1984. szeptember 22-én.